# Кишеньковий злодій

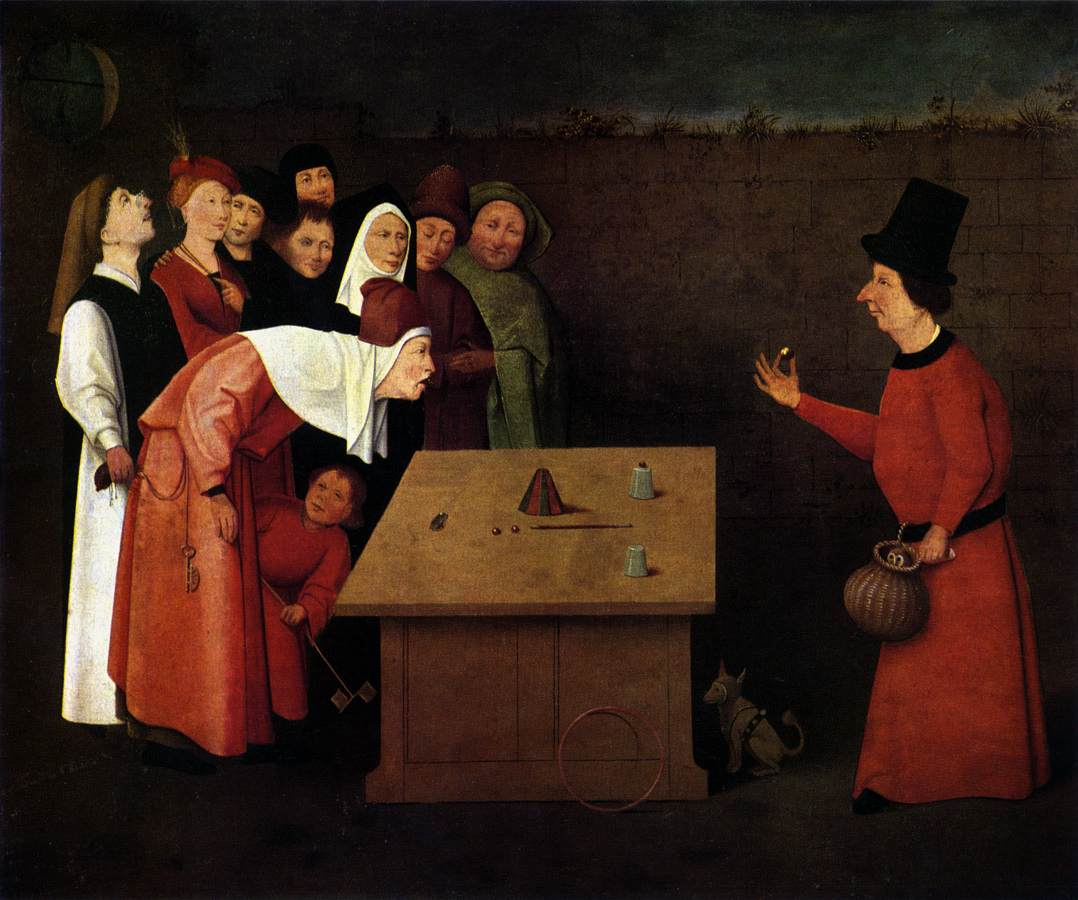
«Фокусник» (художник — імовірно Ієронім Босх).
Картина зображує фокусника, котрий маніпулює чашками і кульками, як це практикується з часів Стародавнього Єгипту. Гра в наперсток походить від цього старовинного фокуса.
На передньому плані кишеньковий злодій, який працює на фокусника — обкрадає глядача, який нахилився, щоб краще розгледіти маніпуляції фокусника.

Кишеньковий злодій, кишенькова злодійка (також щипач, щипачка) — злочинець, що спеціалізується на крадіжках з кишень або сумок, які перебувають безпосередньо при потерпілих. Кишенькові злодії вважаються елітою злочинного світу.

## Поняття кишенькової крадіжки в кримінальному законодавстві України
Кишенькова крадіжка визнається злочином за Кримінальном кодексом України. Кишенькову крадіжку сучасне кримінальне законодавство визначає як таємне викрадення чужого майна з одягу, сумки, або іншої ручної поклажі знаходиться при потерпілому.
Кишенькова крадіжка відноситься до злочинів середньої тяжкості з максимальним покаранням у вигляді позбавлення волі на строк до п'яти років. Кримінальна відповідальність за вчинення кишенькових крадіжок настає з 14-річного віку.
Існують навіть спеціальні злодійські способи розрізання сумок і кишень, які називаються «конверт», «куточок», «верхівка». Сумки розрізають від низу до верху.

## У культурі
Жорж Милославський — Кшеньковий злодій

## Галерея

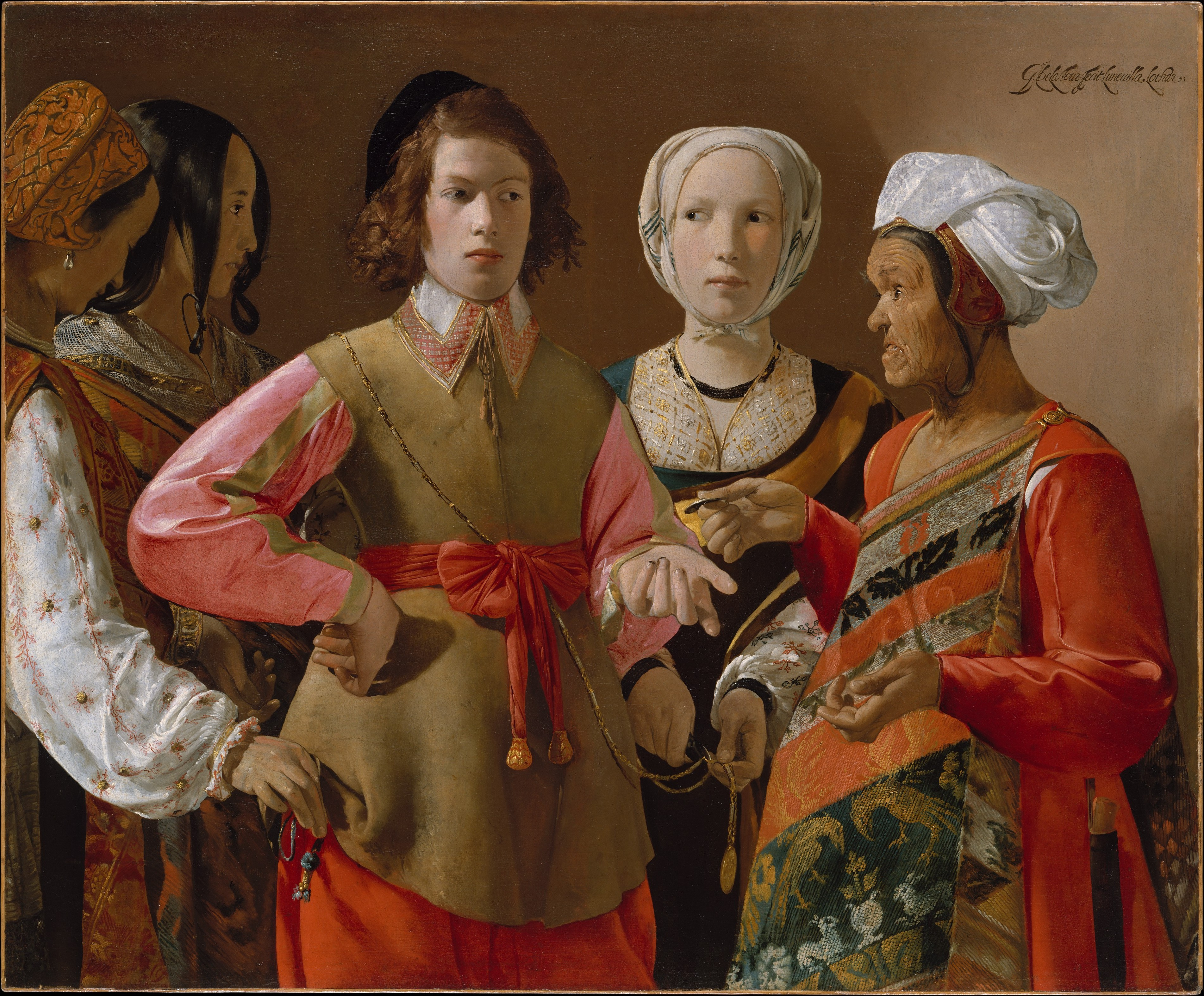
Жорж де Латур, "Ворожка", 1633 р
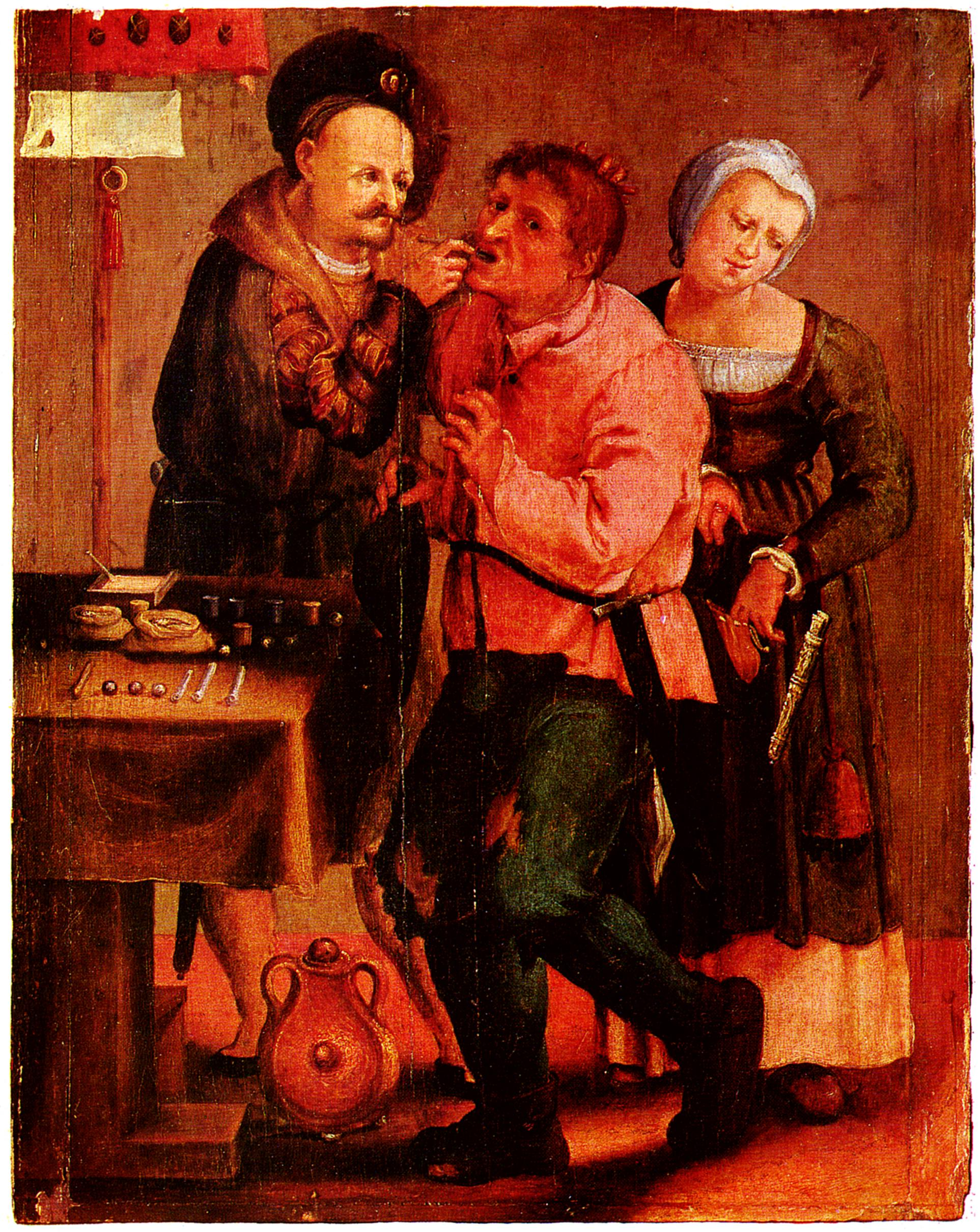
Йоганн Лісс, 1616 р
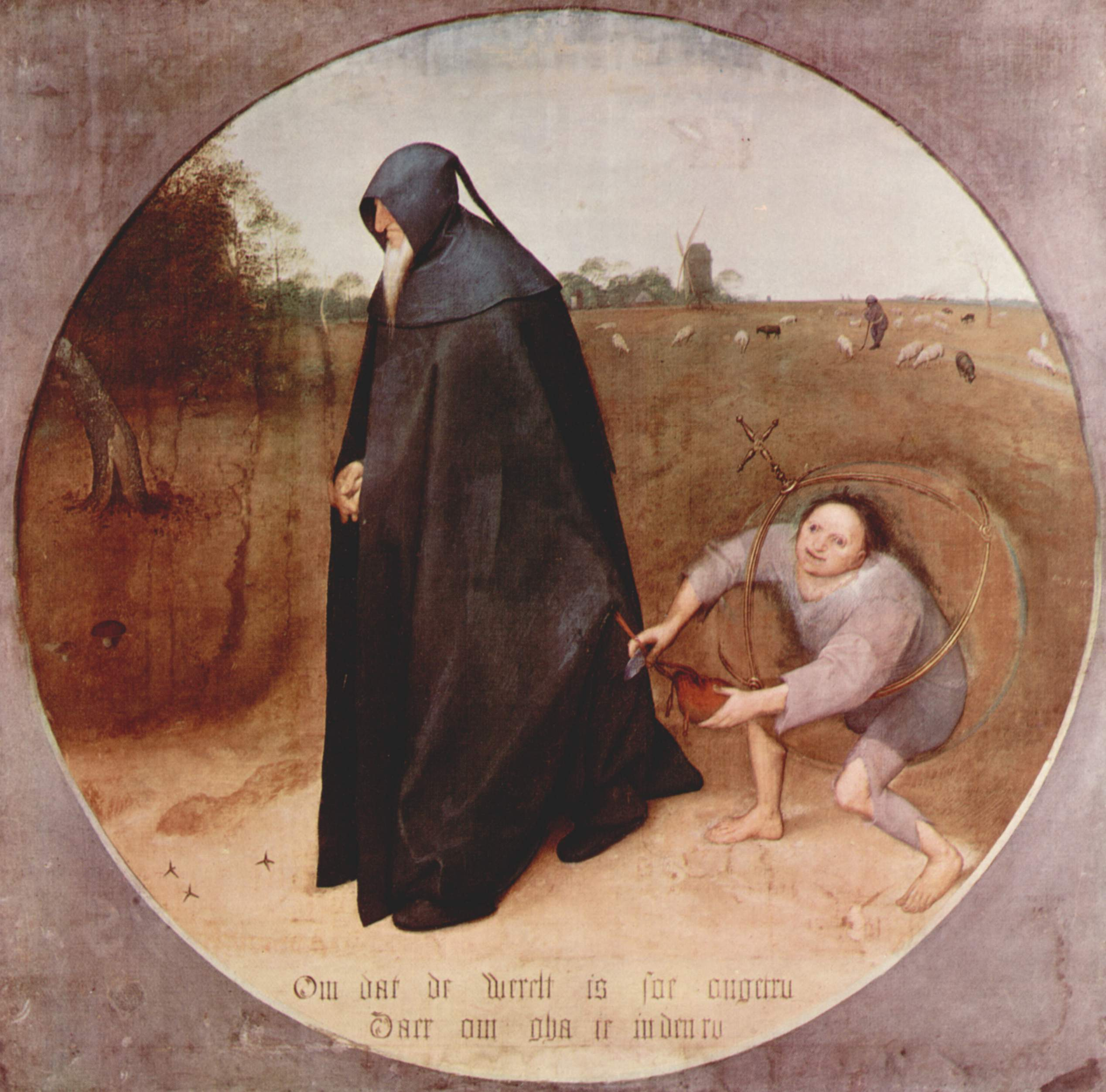
Пітер Брейгель Старший, 1568 р
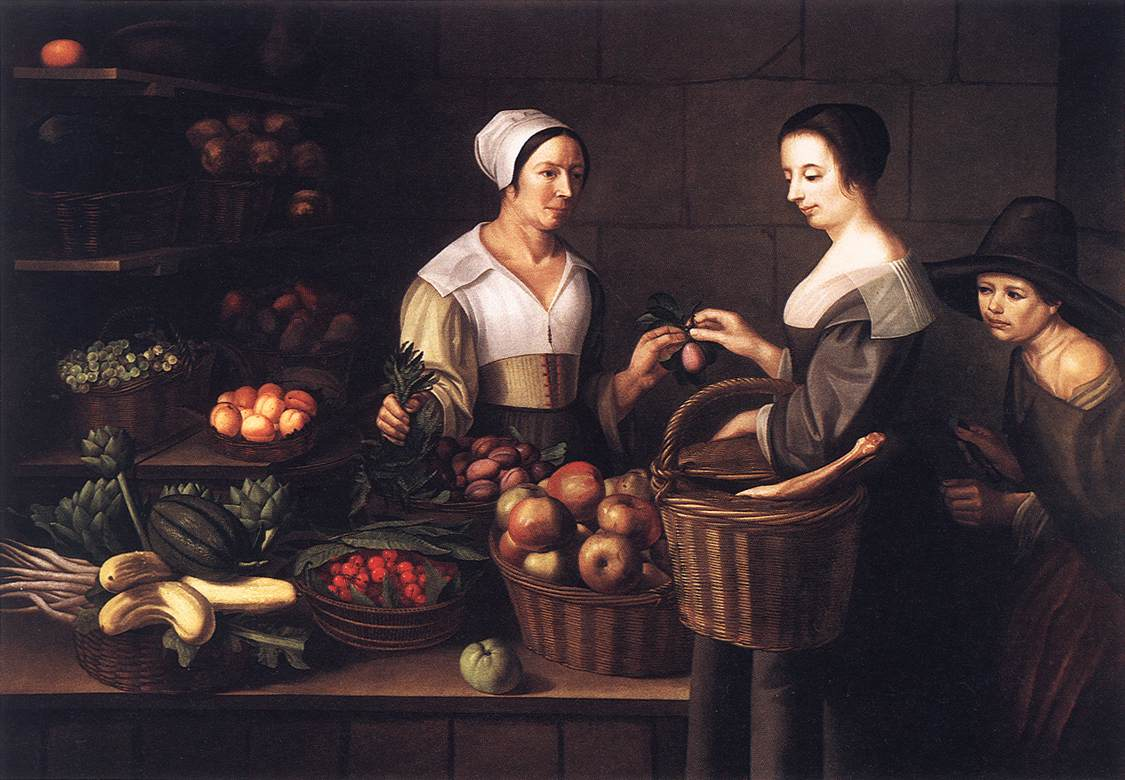
Луїза Муайон, первинні та інші. підлога. 18 століття.
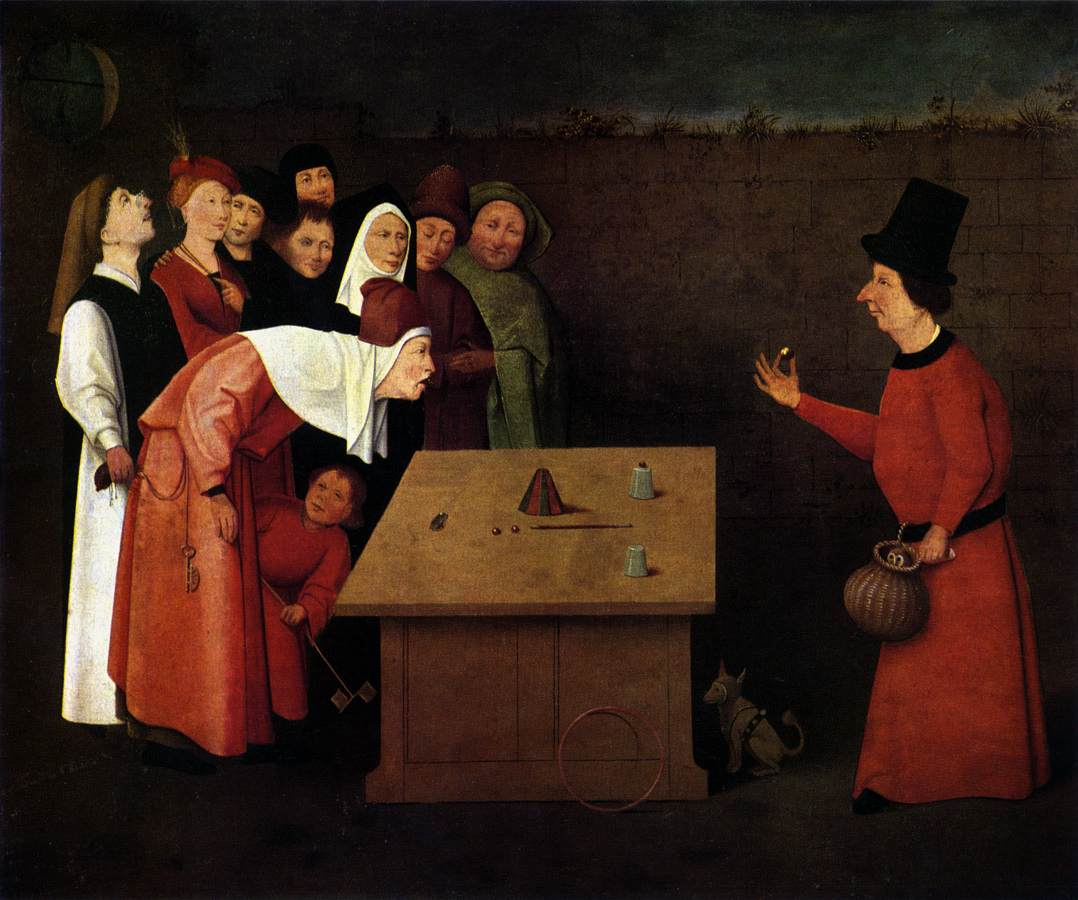
Ієронім Босх, "Фокусник", початок 16 століття.